# Berliner Ballade
Berliner Ballade ist ein deutscher Spielfilm aus dem Jahre 1948. Der satirische Film von Robert Adolf Stemmle über einen Kriegsheimkehrer war das Kinodebüt des damals noch schlanken Gert Fröbe. Der Name der von ihm dargestellten Hauptfigur, Otto Normalverbraucher, fand durch diesen Film zudem Eingang in die deutsche Sprache als Begriff für den typischen deutschen Durchschnittskonsumenten.

## Handlung
Berlin im Jahre 2048. Die Stadt verfügt über einen neuen Großflugplatz, der dort liegt, wo mal der Grunewald gewesen sein soll, und ist seit den Eingemeindungen von Küstrin und Magdeburg weiter gewachsen. Hier werden antike Filmaufnahmen aus dem Jahre 1948 gezeigt, die weder dreidimensional noch farbig sind und daher dem Zuschauer einiges abverlangen:
Berlin, nach dem Zweiten Weltkrieg. Während sich die meisten Menschen mit der Mangelsituation abgefunden haben, findet sich der Heimkehrer Otto Normalverbraucher nicht zurecht. Nachdem er mit Mühen den Weg durch die zerstörte Stadt zu seiner alten Wohnung gefunden hat, muss er feststellen, dass diese inzwischen bewohnt ist: von Ida Holle, die eine Partnerschaftsvermittlung betreibt, und Anton Zeithammer, der sein Geld mit kleinen Schiebereien verdient. Man arrangiert sich, nun erst einmal zu dritt hier wohnen zu müssen. Nachdem er sich ein wenig eingerichtet hat, erinnert er sich:
Er hatte mit allen Mitteln versucht, seinen Gesundheitszustand zu manipulieren, als er den Einberufungsbefehl bekam, wurde aber dennoch für tauglich befunden. Nachdem er den Krieg unauffällig überstanden hatte, versuchte er zunächst in Süddeutschland Fuß zu fassen, bekam hier jedoch die geballte Ladung deutscher Nachkriegsbürokratie zu spüren. Ohne Zuzugsgenehmigung keine Aufenthaltsbewilligung, ohne Arbeitsbescheinigung keine Zuzugsgenehmigung, ohne Zuzugsgenehmigung aber keine Arbeitsbescheinigung. So entschied er sich, doch in seine Heimatstadt Berlin zurückzukehren.
Wieder in Berlin, kann sich Otto Normalverbraucher nur schwer an das von Warten und häufig vergeblichem Anstellen geprägte Leben gewöhnen und schläft die meiste Zeit. In seinen Träumen sieht er sich an einem reichhaltigen Kuchenbuffet sitzen, wo ihm eine liebreizende blonde Frau Torten serviert.
Nachdem er den typischen Ämtermarathon hinter sich gebracht hat, versucht er den Umgang mit Lebensmittelkarten und den von Mängeln bestimmten Alltag zu meistern. Doch das Fehlen der meisten Lebensmittel und das von Hunger bestimmte Einerlei schlägt ihm auf das Gemüt. Er sucht einen Psychiater auf, doch der ist selbst krank und kann ihm kaum helfen. Normalverbraucher beginnt seine Möbel und Habseligkeiten zu verkaufen, um an Essen zu kommen.
Schließlich bekommt er Arbeit in einer Druckerei. Als jedoch dieser Betrieb aufgrund des Materialmangels schließen muss, begibt sich Otto, der früher in dem in diesen Zeiten überflüssig gewordenen Beruf des Hagelversicherungsvertreters gearbeitet hat, erneut auf Arbeitssuche und kann eine Stellung als Nachtwächter in einem Modegeschäft ergattern. Doch auch dort schläft er meistens und so wird er wieder entlassen, als der Laden während seiner Anwesenheit von zwei Einbrechern komplett leergeräumt wird. In seiner Verzweiflung sucht Otto sein Heil im Besuch von politischen Veranstaltungen. Doch die dortigen Agitatoren reden für ihn alle dasselbe Blech und lassen ihn unbefriedigt zurück. Dann bekommt er eine Anstellung als Kellner in einer Luxusbar.
Mit der Zeit bleibt auch Otto der durch den Krieg verursachte Männermangel nicht mehr verborgen und er muss sich zahlreicher Annäherungsversuche verschiedener Frauen erwehren. Als er mit seiner Mitbewohnerin Ida Holle einen Kostümball besucht, begegnet er Eva, einer jungen Kellnerin, die der Frau aus seinen Träumen zum Verwechseln ähnlich sieht. Die beiden stehlen sich davon und kommen sich näher. Sie heiraten, doch die anfängliche Verliebtheit kühlt sich rasch ab und der Alltag holt sie wieder ein. Die Währungsreform und die Blockade bereiten zusätzliche Sorgen. Als er mit seinem Mitbewohner Zeithammer, der zwischenzeitlich verhaftet und wieder freigelassen wurde, in einer Kneipe etwas trinken will, begegnet er zwei Männern, die reaktionäre Reden über den Krieg schwingen. Er will protestieren, doch wird niedergeschlagen und ohnmächtig. Er wird für tot erklärt und soll beerdigt werden.
Doch er erwacht rechtzeitig und kann alles aufklären. Auf dem Friedhof lässt er die Umstehenden symbolisch Dinge wie Hass, Angst und Neid beerdigen. Seine Frau und er spazieren voll Zuversicht davon.

## Hintergrund
Das satirische Porträt des Alltagslebens in der zerstörten Stadt Berlin war eine der ersten deutschen Produktionen nach dem Zweiten Weltkrieg. Drehbuchautor Günter Neumann bearbeitete für sein Drehbuch sein Kabarettprogramm Schwarzer Jahrmarkt, eine Revue der Stunde Null. Ein Erzähler begleitet den Fortgang der Handlung aus dem Off und kommentiert das Geschehen mit ironischen Bemerkungen und spricht die Mitwirkenden auch gelegentlich an.
Der Film wurde an Originalschauplätzen in Berlin und in den Studios der Union-Film in Tempelhof gedreht. Dabei hatte das Team mit den durch die Berliner Blockade verursachten Verhältnissen zu kämpfen, die für Stromrationierung und Material-Verknappung gesorgt hatten. Der Film startete am 31. Dezember 1948 in den deutschen und am 23. Juni 1950 in den österreichischen Kinos.

## Auszeichnungen
- Der Film war 1950 für den British Film Academy Award nominiert. Ebenfalls nominiert war Robert A. Stemmle für den Goldenen Löwen der Filmfestspiele von Venedig. Dort gab es einen Sonderpreis für die „geistvolle Darstellung der deutschen Nachkriegsverhältnisse“.[7]

## Kritiken
- Darmstädter Echo: „Sieh da: über diesen Nachkriegsstreifen ist Rühmliches zu vermelden! Es ist ein kabarettistischer Film, … nicht boshaft, nicht wehleidig, nicht niederdrückend, sondern menschlich und, man glaubt es kaum, voll echten Humors. Die Ballade vom Berliner Otto Normalverbraucher, zusammengesetzt aus einer Unzahl geistreicher, frecher, gemütvoller Episoden, überraschender Gags, weder zerdehnt noch abgedroschen, sondern spritzig und schmissig. … Hauptperson: Gert Fröbe, ein neuer Name, und er ist gut.“ (7. Februar 1949)[8]
- Filmdienst: „Einfallsreiche Produktion, die weniger durch spezifisch filmische Qualitäten als durch ihre witzige, melancholische und doch optimistische Bestandsaufnahme des geistigen und politischen Klimas jener Zeit interessant bleibt.“[9]